# Харчевникова, Прасковья Ивановна
Праско́вья Ива́новна Харче́вникова (1902, Гжатский уезд, Смоленская губерния — неизвестно) — советский хозяйственный, государственный и политический деятель.

## Биография
Родилась в 1902 году в деревне Новоремешки.
Работала в cельском хозяйстве. Выйдя замуж, переехала в Москву; с 1937 года работала на заводе № 22 — подручной клепальщицей в цехе № 6, мастером группы (с 1940). В 1941 году с мужем переехала в Казань в связи с эвакуацией завода; до 1957 года работала на заводе № 22 мастером крыльевого цеха.
Избиралась депутатом Верховного Совета СССР 2-го и 3-го созывов.

### Семья
Муж — Николай Григорьевич Харчевников, жестянщик на заводе № 22.
Сыновья — Василий (1923 — 23.7.1943, погиб в боях под Курском), Виктор.

## Награды
- орден Трудового Красного Знамени
- медали, в том числе:
  - «За оборону Москвы»
  - «За доблестный труд в Великой Отечественной войне»[1].

## Комментарии
1. ↑  Новые Рамешки входила в состав Гжатского уезда Смоленской губернии[2], позднее — в состав Новоалександровского сельсовета Шаховского района[1]; ныне — урочище в городском округе Шаховская[3][4].